# 江苏省江宁足球训练基地
江苏省江宁足球训练基地，建于1998年，位于江苏省南京市江宁区东山街道，是一座隶属于江苏足协的足球训练基地，占地面积500亩。

## 设施
共建有十块标准天然草足球场、一块人工草标准足球场、一块七人制足球场，一幢内含水疗中心的建筑面积为3600平方米的室内综合训练馆，以及行政楼、会议中心、四栋公寓、一栋餐厅。